# Gare de Ville-Pommerœul
La gare de Ville-Pommerœul est une gare ferroviaire belge de la ligne 78, de Saint-Ghislain à Tournai, située à Ville-Pommerœul sur le territoire de la commune de Bernissart dans la province de Hainaut en région wallonne.
Elle est mise en service en 1861 par la Compagnie du chemin de fer Hainaut et Flandres. C'est une halte de la Société nationale des chemins de fer belges (SNCB) desservie par des trains d’Heure de pointe (P).

## Situation ferroviaire
Établie à 24 m d'altitude, la gare de Ville-Pommerœul est située au point kilométrique (PK) 7,864 de la ligne 78, de Saint-Ghislain à Tournai, entre les gares ouvertes de Saint-Ghislain et d'Harchies.

## Histoire
La station de Ville-Pommerœul est mise en service le 15 février 1861 par la Compagnie du chemin de fer Hainaut et Flandres lorsqu'elle ouvre à l'exploitation la section de Saint-Ghislain à Basècles-Carrières, de la future ligne de Saint-Ghislain à Gand.
En 1887, les stations de Bacècles et Ville-Pommerœul sont dotées de nouveaux bâtiments de gare sans étage tandis que celui des années 1860 devient l'habitation du chef de gare. Les photos de Basècles représentent l'ancien et le nouveau bâtiment côte à côte mais à Ville-Pommerœul le bâtiment d'origine n'est pas illustré et pourrait avoir été démoli après 1887.
En 1982, elle n'est plus qu'un arrêt non gardé ; sa fermeture fut envisagée. En 1993 la desserte est limitée aux trains d’heure de pointe (P) et en 1994 Ville-Pommerœul n'est plus desservie le week-end.

## Service des voyageurs

### Accueil
Halte SNCB, c'est un point d'arrêt non géré (PANG) à accès libre. 

### Desserte
Ville-Pommerœul fait partie des gares ayant la particularité d'être exclusivement desservie par des trains d'Heure de pointe (P) de la SNCB à des horaires non-cadencés Heure de pointe (P), qui effectuent des missions sur la ligne 78 (Mons - Tournai - Lille-Flandres) (voir brochure SNCB).
La desserte comprend quatre aller-retour de trains P entre Mons et Tournai, deux le matin, un vers midi et un l'après-midi, ainsi que deux trains P d'Ath à Tournai, l'après-midi.
Les week-ends et jours fériés, aucun train ne s'arrête à Ville-Pommerœul.

### Intermodalité
Un parc pour les vélos y est aménagé. Le stationnement des véhicules est possible à proximité.

## Comptage voyageurs
Le graphique et le tableau montrent le nombre de passagers qui en moyenne embarquent durant la semaine, le samedi et le dimanche.
| Nombre de voyageurs qui embarquent à la gare de Ville-Pommerœul | Nombre de voyageurs qui embarquent à la gare de Ville-Pommerœul | Nombre de voyageurs qui embarquent à la gare de Ville-Pommerœul | Nombre de voyageurs qui embarquent à la gare de Ville-Pommerœul |
|                                                                 | Semaine                                                         | Samedi                                                          | Dimanche                                                        |
| --------------------------------------------------------------- | --------------------------------------------------------------- | --------------------------------------------------------------- | --------------------------------------------------------------- |
| 1977                                                            | 211                                                             | 37                                                              | 21                                                              |
| 1978                                                            | 202                                                             | 47                                                              | 15                                                              |
| 1979                                                            | 187                                                             | 30                                                              | 12                                                              |
| 1980                                                            | 162                                                             | 28                                                              | 24                                                              |
| 1981                                                            | 139                                                             | 17                                                              | 11                                                              |
| 1982                                                            | 169                                                             | 44                                                              | 38                                                              |
| 1983                                                            | 185                                                             | 54                                                              | 39                                                              |
| 1984                                                            | 66                                                              | 4                                                               | -                                                               |
| 1985                                                            | 74                                                              | 3                                                               | -                                                               |
| 1986                                                            | 55                                                              | -                                                               | -                                                               |
| 1987                                                            | 61                                                              | -                                                               | -                                                               |
| 1988                                                            | 48                                                              | 3                                                               | 2                                                               |
| 1989                                                            | 46                                                              | -                                                               | -                                                               |
| 1990                                                            | 49                                                              | -                                                               | -                                                               |
| 1991                                                            | 46                                                              | -                                                               | -                                                               |
| 1992                                                            | 47                                                              | -                                                               | -                                                               |
| 1993                                                            | 22                                                              | -                                                               | -                                                               |
| 1994                                                            | 38                                                              | -                                                               | -                                                               |
| 1995                                                            | 32                                                              | -                                                               | -                                                               |
| 1996                                                            | 44                                                              | -                                                               | -                                                               |
| 1997                                                            | 39                                                              | -                                                               | -                                                               |
| 1998                                                            | 51                                                              | -                                                               | -                                                               |
| 1999                                                            | 32                                                              | -                                                               | -                                                               |
| 2000                                                            | 46                                                              | -                                                               | -                                                               |
| 2001                                                            | 47                                                              | -                                                               | -                                                               |
| 2002                                                            | 44                                                              | -                                                               | -                                                               |
| 2003                                                            | 41                                                              | -                                                               | -                                                               |
| 2004                                                            | 39                                                              | -                                                               | -                                                               |
| 2005                                                            | 68                                                              | -                                                               | -                                                               |
| 2006                                                            | 37                                                              | -                                                               | -                                                               |
| 2007                                                            | 48                                                              | -                                                               | -                                                               |
| 2008                                                            | -                                                               | -                                                               | -                                                               |
| 2009                                                            | 52                                                              | -                                                               | -                                                               |
| 2010                                                            | -                                                               | -                                                               | -                                                               |
| 2011                                                            | -                                                               | -                                                               | -                                                               |
| 2012                                                            | 42                                                              | -                                                               | -                                                               |
| 2013                                                            | 38                                                              | -                                                               | -                                                               |
| 2014                                                            | 27                                                              | -                                                               | -                                                               |
| 2015                                                            | 37                                                              | -                                                               | -                                                               |
| 2016                                                            | 21                                                              | -                                                               | -                                                               |
| 2017                                                            | 23                                                              | -                                                               | -                                                               |
| 2018                                                            | 27                                                              | -                                                               | -                                                               |
| 2019                                                            | 28                                                              | -                                                               | -                                                               |
| 2020                                                            | 12                                                              | -                                                               | -                                                               |
| 2021                                                            | -                                                               | -                                                               | -                                                               |
| 2022                                                            | 20                                                              | -                                                               | -                                                               |
| 2023                                                            | 27                                                              | -                                                               | -                                                               |
| 2024                                                            | 23                                                              | -                                                               | -                                                               |